# استنجاء

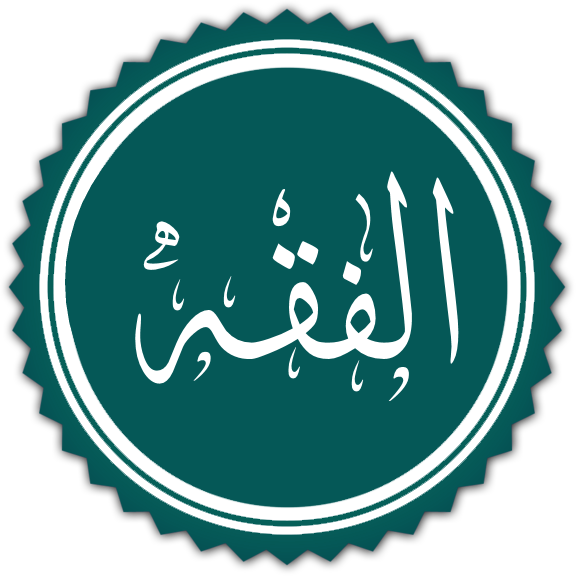

الاستنجاء مِن اسْتَنْجَى المُحْدِثُ استنجاءً، وهو عملية تطهَّر بالماء أو غيره، وهو إزالة النجس وهو العذرة، أي إزالة النجاسة من المخرجين.
والاستنجاء هو نوع من الطهارة الواجبة في الدين الإسلامي، فكل مائع خرج من السبيلين نجس، بولًا كان أو غيره، إلا ما استثني منها، ويجب أن يتم الاستنجاء باستخدام الماء، أو الاستعاضة عنه بوسيلة طاهرة بما يطلق عليه بالاستجمار، وهو: استخدام الحجر لظروف صعبة كغياب الماء والوسائل الميسرة، أو أي وسيلة تيسر النظافة الداخلية فالاستجمار هو استعمال الحجارة وما في معناها كالخشب والورق، ومنه في عصرنا المناديل الورقية لتطهير السبيلين من النجاسة.
وفي العصر الحديث بعد ظهور لوالب ورق المرحاض يتم الاستنجاء بورق المرحاض وبالماء والتجفيف بالورق عند تيسر ذلك، أو بالحجر والماء عندما تستعصي الظروف، كالناس المتواجدين في المناطق النائية والقروية حيث صعوبة وتدني المستوى المعيشي للحياة اليومية.
ويجوز الاستجمار وحده بالحجر أو الورق وحده، حسب المُتيسّر، خصوصا عند استصعاب استعمال الماء في المناطق القروية والنائية التي تعرف شحا في مصادر المياه.
والأفضل بهما استعمال الورق والماء، فإن اقتصر على أحدهما فالماء أفضل، ومع اختلاف نمط الحياة اليومية والظروف عن الماضي لا سيما مع توفر المراحيض للجميع التي لا حاجة معها لاستعمال الحجارة يبقى الماء والتجفيف بالورق أفضل وأطهر للمستنجي في حال توفر الظروف المثالية للتطهر والاستنجاء.

## في المسند
ما وصلني عن النبي صلى الله عليه وسلم في مسند الإمام أحمد، وغيره، عن عائشة -رضي الله عنها- أنها قالت: مُرْنَ أَزْوَاجَكُنَّ أَنْ يَغْسِلُوا أَثَرَ الْغَائِطِ، وَالْبَوْلِ بِالْمَاءِ قال عنه الشيخ الألباني في السلسلة الصحيحة: وسنده حسن، وتابعه قتادة، عن معاذة به؛ عند الترمذي، وغيره، وصححه. انتهى.

## وصلات خارجية
- استنجاء (مقالة بالإنجليزية)
- آداب الاستنجاء والاستجمار في الإسلام